# 近代魔術
近代魔術（きんだいまじゅつ）は、近現代における隠秘学ないし秘教の一分野である。本項では、さまざまな西洋秘教伝統 (Western mystery tradition) の中でも特に、黄金の夜明け団に代表される、19世紀末から20世紀にかけての英語圏の儀式魔術 (Ritual magic) 復興運動や関連する周辺分野について扱う。

## 概説
文化人類学では広義の呪術について呪術 (magic)、邪術 (sorcery)、妖術 (witchcraft) といった分類がなされるが、それとは別に、現代の英米の実践家の間では魔術 (magic) と妖術 (sorcery) と魔女術 (witchcraft) はある程度区別される用語となっている。鏡リュウジのまとめたところによると、大まかに以下の二つに分けられる。
儀式魔術 (Ceremonial magic)
高等魔術 (High magic) とも。ネオプラトニズム的な階層構造をもつ、カバラを中心とした枠組みに基づく秘教体系。19世紀末の黄金の夜明け団が体系化した。古代エジプトやギリシアの神話伝説のシンボリズムを折衷的に取り入れ、儀式や瞑想を行う。
ペイガン魔術 (Pagan magic)
魔女術を含む、呪術的な面を有する先キリスト教のヨーロッパのペイガニズム復興運動（ネオペイガニズム）。自然魔術とも（ルネサンス思想史の文脈で言われる自然魔術とは別）。

## 歴史
ルネサンス期、儀式魔術 (羅: Magia ceremonialis) という言葉は霊と交渉する魔術（降霊術）の類を指し、キリスト教的な通念では異端的な忌まわしいものとされていた。こうした古典的な儀式魔術はグリモワールと呼ばれる古い魔術書群に遺されている。一方、一部の人文主義者らは自然の理に基づいた賢者の知恵としての魔術、すなわち自然魔術 (羅: Magia naturalis) に言及している。中でもハインリヒ・コルネリウス・アグリッパが著した『隠秘哲学』三書は後代の魔術に大きな影響を与えた。
近代の英国では、19世紀までカニングマンと呼ばれる人々を担い手とする民衆魔術の伝統が生き残っていたが、一方でゴシック趣味が隆盛した18世紀には、魔術への多分にロマン主義的・中世趣味的な関心が呼び覚まされた。19世紀初頭にはフランシス・バレットがアグリッパやグリモワールの魔術をまとめ上げ、The Magus を著した。これは英国における魔術復興の嚆矢となった。19世紀半ばのフランスではエリファス・レヴィが『高等魔術の教理と祭儀』などを著し、魔術思想を説いた。そして19世紀末のイギリスにできた魔術結社、黄金の夜明け団は、メーソン／薔薇十字的儀礼とカバラと古典的な儀式魔術とを総合・体系化し、魔術に新たな息吹を吹き込んだ。この出来事を魔術史家フランシス・キングは魔術の「復興」と表現している。
アレイスター・クロウリーは、1913年に発表された『第四の書』第二部において魔術の表記を magic から Magick に転換した。これは自分の提唱する魔術を手品や洗練されていない旧来の魔術から区別するために、19世紀以前に用いられた近代英語の古い綴りを復活させたものであった。英語では magic(k) の一般的な発音は [mædʒɪk] であるが、クロウリー流の Magick の場合には mage-ick [meɪdʒɪk] と発音する人もいる。クロウリーの提唱した"Magick"概念の内容については魔術 (セレマ)を参照。

## 周辺領域
セレマ Thelema
アレイスター・クロウリーが創始した宗教／実践哲学。聖典は『法の書』、儀式魔術とヨーガの実修、「グノーシスのミサ」という宗教儀礼などがある。 
ウイッカ Wicca
ジェラルド・ガードナーによって20世紀中葉に復興した宗教。ガードナー派ウイッチクラフトと、アレックス・サンダースの創始したアレクサンダー派ウイッカがある。「影の書」という奥義書を個々人が所持し、使用する。マーガレット・マリーの学説からの影響が指摘される。自然主義的な意図により裸 (skyclad) で儀式を行うとされるが、今日では服を着て儀式を行うグループが多い。
ウイッチクラフト Witchcraft （魔女宗、魔女術）
ガードナー派およびアレクサンダー派ウイッカ、レイモンド・バックランドのシークス・ウイッカ、スザンナ・ブダペストのダイアナ派、その他の分派や、特定の流派に属さないソロの自称ウイッカン／魔女 (Hedge witch) 等のさまざまなネオペイガンを包含する。
左道 Left Hand Path
セトの神殿など。
ケイオスマジック Chaos magic

## 技法
- 追儺 (ついな) Banishing
- 聖別 Consecration
- 召喚 Invocation
- 喚起 Evocation
- 護符魔術 Talismanic magic
- 占術 Divination：タロット、土占術
- スクライング Scrying, Skrying：幻視
- アストラル投射 Astral projection
- タットワヴィジョン Tattwa vision
- パスワーキング Pathworking：小径の作業、道行き。
- 界層の上昇 Rising on the planes
- 性魔術 Sex magic(k)

## 行法
- 逆向き瞑想 Reverse Meditation
- リズム呼吸 Rhythmic Breathing：四拍呼吸
- 瞑想 Meditation：受動瞑想と能動瞑想
- 日拝 Four Adorations
- 小五芒星追儺儀式 the Lesser Banishing Ritual of the Pentagram 略称 LBRP
- 中央の柱 the Middle Pillar

## 道具
四大元素武器や各種ワンド（杖）等の道具は自分で作成して聖別することになっている。
- 儀式魔術
  - 四大元素武器 Elemental weapons
    - 四大元素を象徴する火の棒、水の杯、風の短剣、地のペンタクル。流派によっては棒（杖）を風の象徴とし、短剣を火の象徴とする。

  - ロータスワンド Lotus wand
    - 黄道十二宮の12色に塗り分け、先端に睡蓮の花を模したものを取り付けた棒。

  - 短剣 Dagger
    - 小五芒星儀式などで用いられる汎用の短剣。元素武器の風の短剣とは区別される。

  - 魔法日記 Magical Diary
    - 行った訓練や儀式の内容、状況、感想などを記録。

  - タロットカード Tarot pack

- 魔女宗
  - アセイミーまたはアサミー Athame
    - 黒い柄の両刃のナイフ。

  - ペンタクル Pentacle
    - 五芒星などが描かれた円盤状のもの。

  - チャリス Chalice
    - 聖杯を模した杯。

  - コールドロン Cauldron
    - 魔女の大釜。

## 儀礼
- 儀式魔術
  - イニシエーション（秘儀参入の儀式）
  - 春分・秋分の儀式
- 魔女宗
  - イニシエーション
  - サバト：年8回の季節の祝祭
  - エスバト：満月の夜の集会

## 組織
儀式魔術
結社には上位組織と下位組織がありそれぞれに位階がある。
結社内にアウター（外陣、5位階）、インナー（内陣、実質は5=6アデプタス・マイナー）の2層。
魔女宗
13人のカヴンである。13人以上になるとカヴンを分ける。

## 人物
- アレイスター・クロウリー
- ディオン・フォーチュン
- マグレガー・マザーズ
- イズレエル・レガーディー
- ウィリアム・バトラー・イェイツ
- ポール・フォスター・ケース en:Paul Foster Case
- 内光協会 (I∴L∴) 系
  - ウォルター・アーネスト・バトラー en:W. E. Butler
  - ドローレス・アシュクロフト＝ノウィッキー en:Dolores Ashcroft-Nowicki
  - ウィリアム・G・グレイ en:William G. Gray
  - ガーレス・ナイト en:Gareth Knight
  - J・H・ブレナン
- クロウリー系
  - ジャック・パーソンズ en:Jack Parsons
  - フラター・エイカド en:Charles Stansfeld Jones
  - ケネス・グラント en:Kenneth Grant

## 評価
著作家・編集者の松岡正剛は、近現代の魔術結社の書籍の多くが、近代以前の神秘主義に比し、内容がかなり貧しく読むに堪えなかったと、低い評価を下している。

## 註
1. ↑  鏡 2003, pp. 18-20.
2. ↑  ユダヤ教のカバラ (Kabbalah) の伝統そのものではなく、ルネサンス期以来のクリスチャン・カバラ（英語版） (Cabala) の影響を受けた、ヘルメス的カバラ（英語版）
 (Qabalah) とも称されるもの。
3. ↑  キング & 江口訳 1994, p. 23
4. ↑  吉村 2013, p. 40.
5. ↑  クロウリーの『第四の書』第二部 (Book Four, Part II) の脚注に「マギの学をそのあらゆる紛い物から区別するために Magick という古い綴りを採用する」旨が記されている。
6. ↑  ウィルソン & 武邑監訳 1994, p. 119.
7. ↑  ウイッチクラフト、ウイッカ、魔女宗といった言葉の適用範囲については、楠瀬啓「ウイッカ、クラフト、ウイッチクラフト　～「魔女宗」の混乱～」（2014年9月23日閲覧）を参照のこと。以下、本項ではウイッチクラフトとウイッカの双方を含むものとして魔女宗という呼称を用いることとする。
8. ↑  “アンリ・セルーヤ 『神秘主義』”. 松岡正剛の千夜千冊. 2024年6月3日閲覧。